# Erik Fehling

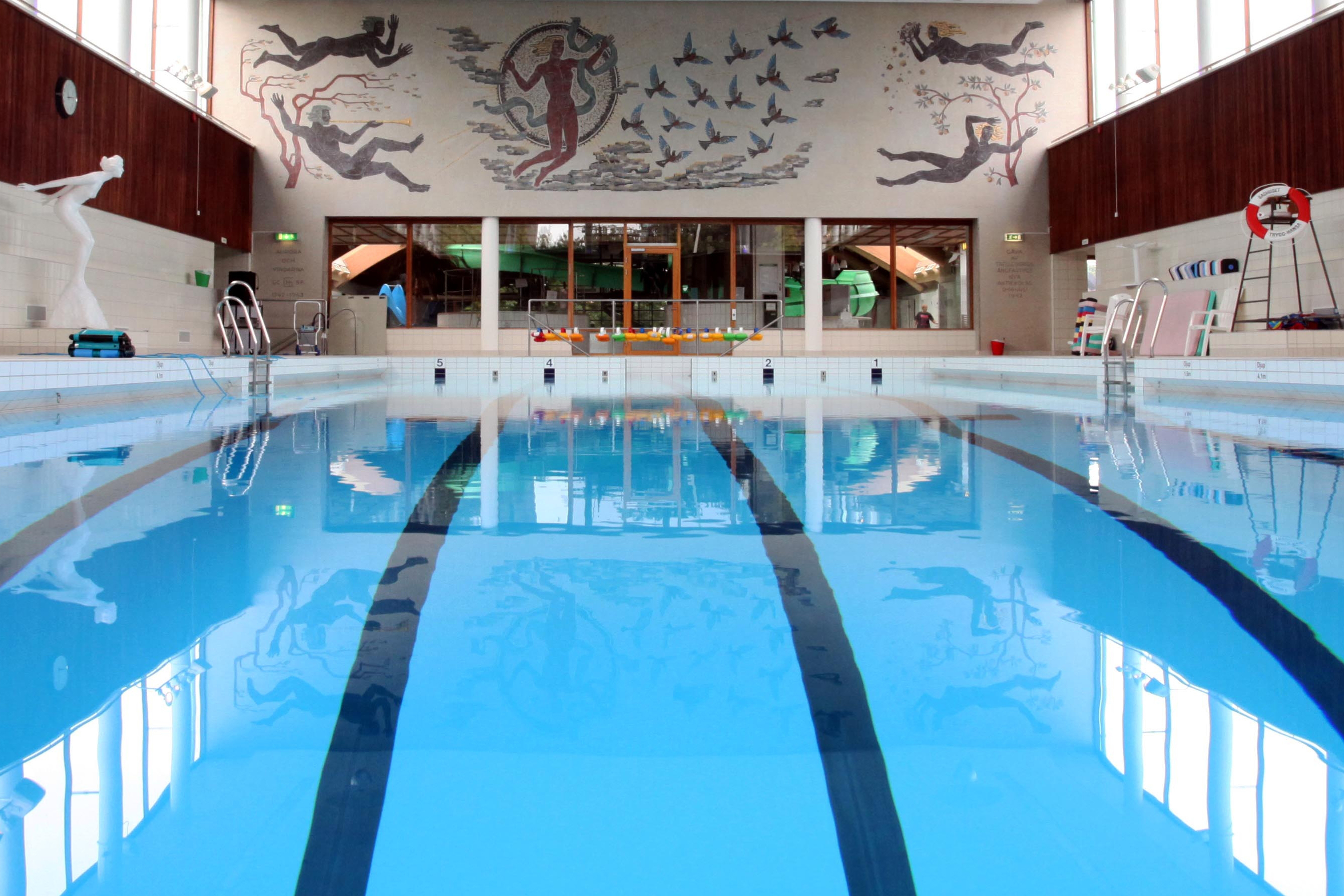
Trelleborgs simhall, med mosaik av Hugo Gehlin

Erik Fehling, född 28 oktober 1901 i Mönsterås, död 1 mars 1990 i Malmö, var en svensk arkitekt. 
Fehling studerade 1923–1927 vid KTH i Stockholm. Åren 1925–1933 arbetade han för Ivar Tengbom i Stockholm, Birger Jonsson i Stockholm och Carl-Axel Stoltz i Malmö. Han var stadsarkitekt i Trelleborg 1934–1966. 
Fehling vann första pris i en arkitekttävling om Trelleborgs Folkets Hus 1943 men byggnaden uppfördes aldrig. Bortsett från Trelleborgs simhall, som är uppförd i en mycket elegant funkisstil, har Fehlings byggnader en tämligen ordinär modernistisk utformning ibland med en touch av traditionalism.
Erik Fehling är begravd på Västra kyrkogården i Trelleborg.

## Verk
- Simhall Trelleborg  1939
- Hamnförvaltningen, Trelleborg (1940-talet)
- Sparbankens Pensionärshem Trelleborg, 1960
- Församlingshem, Trelleborg 1961
- Stadsplan för Hallabacken 1964 (med Bertil Hjort)
- Tillbyggnad till Söderslättsgymnasiet 1968
- Tillbyggnad till rådhuset, Trelleborg 1971
- Simhall i Oskarshamn 1960